# Aphanius fasciatus
Aphanius fasciatus is een straalvinnige vissensoort uit de familie van de Aphaniidae). De wetenschappelijke naam van de soort is voor het eerst geldig gepubliceerd in 1821 door Valenciennes.
De soort staat op de Rode Lijst van de IUCN als niet bedreigd, beoordelingsjaar 2006. De omvang van de populatie is volgens de IUCN stabiel.